# Osmorhiza occidentalis
Osmorhiza occidentalis är en flockblommig växtart som först beskrevs av Thomas Nuttall, John Torrey och Asa Gray, och fick sitt nu gällande namn av John Torrey. Osmorhiza occidentalis ingår i släktet Osmorhiza och familjen flockblommiga växter. Utöver nominatformen finns också underarten O. o. bolanderi.

## Bildgalleri

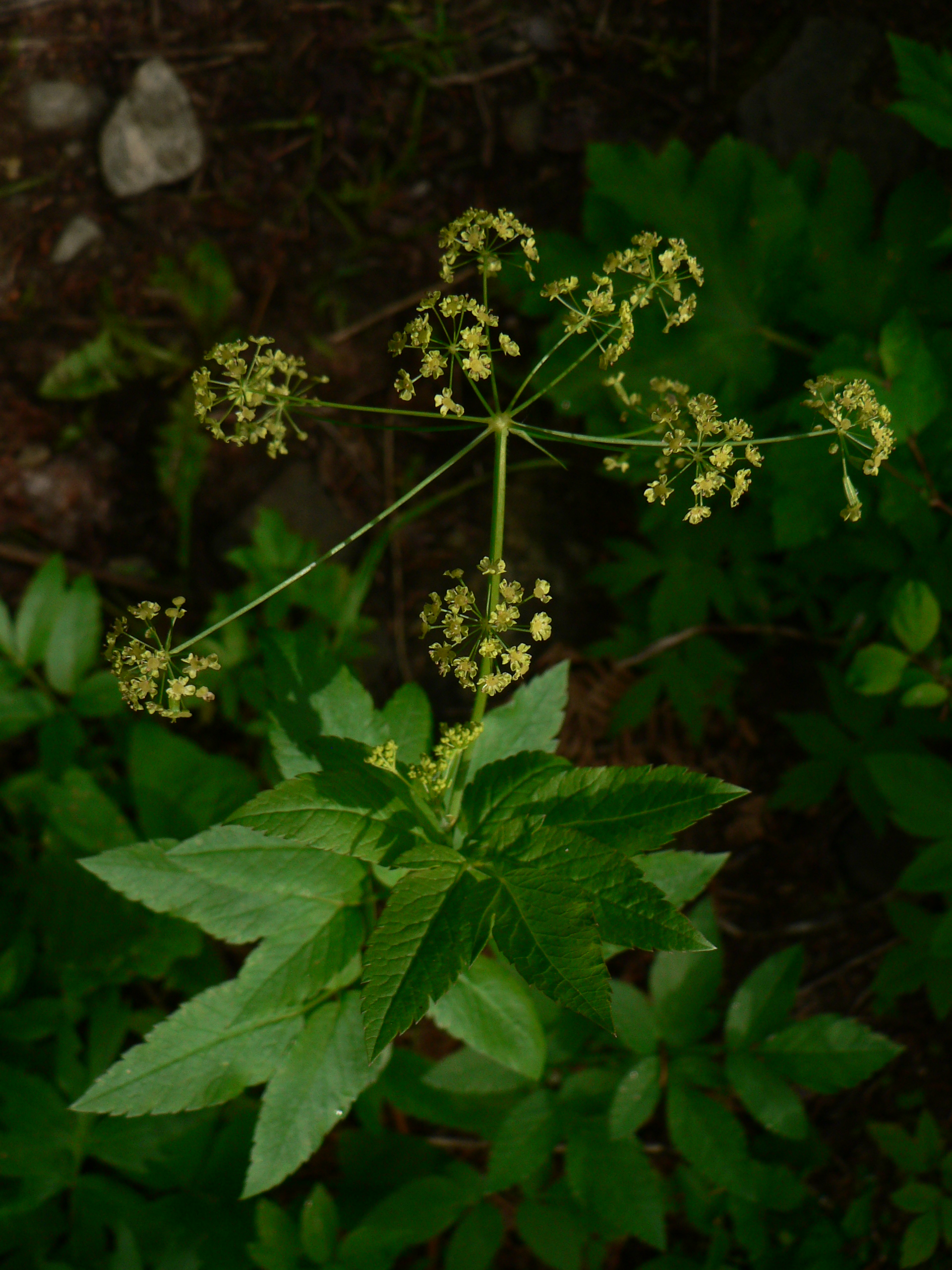
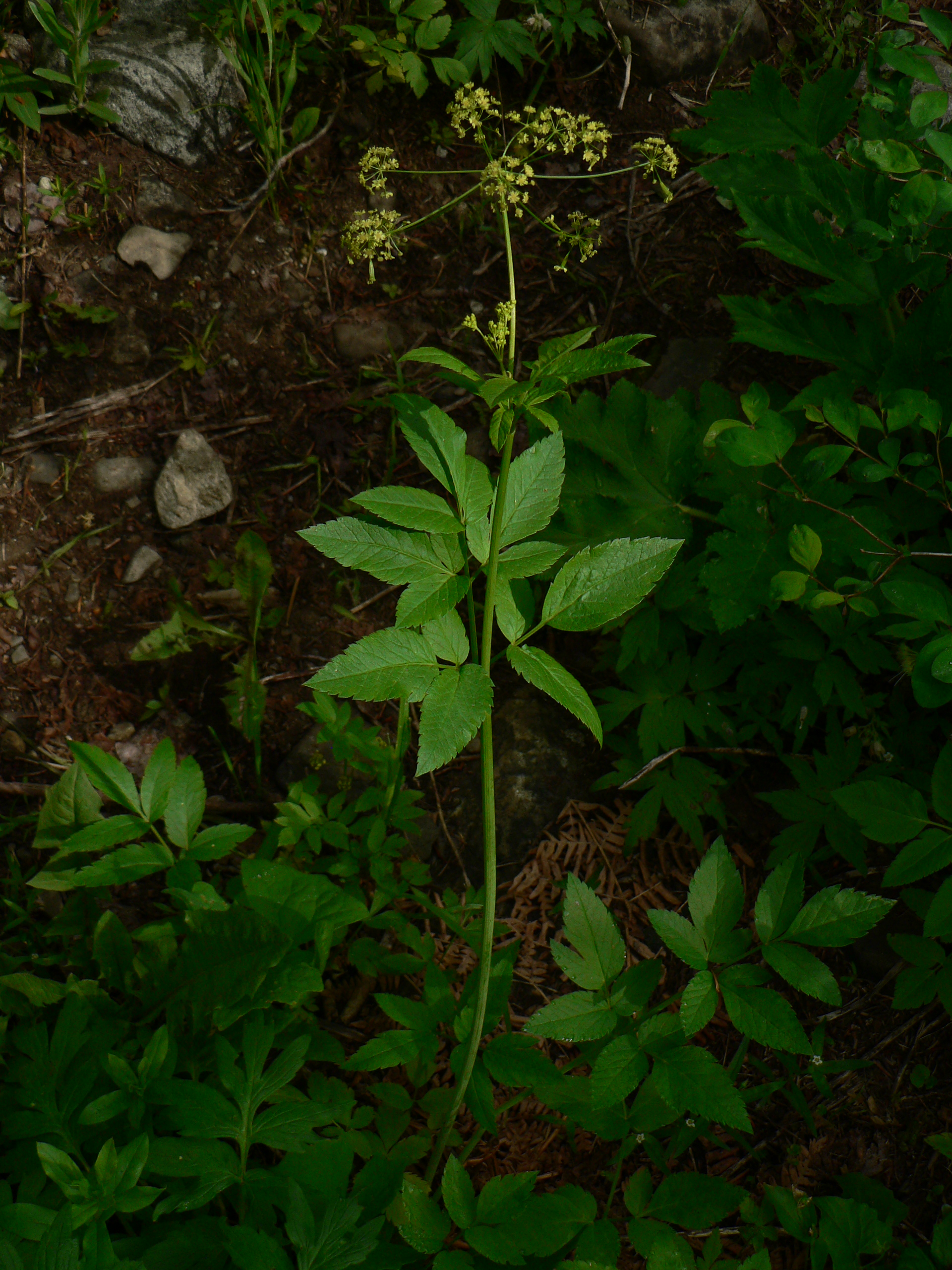
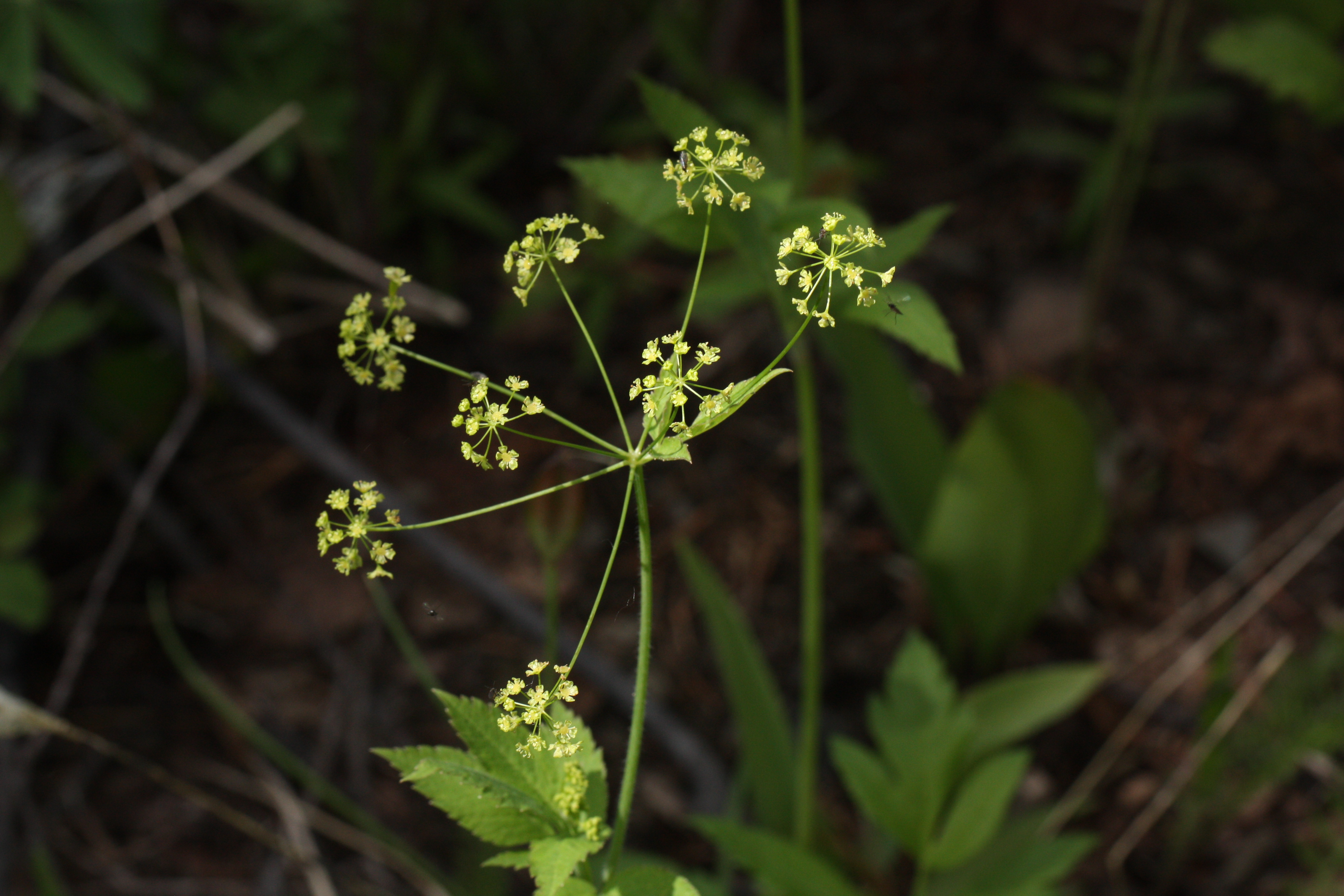
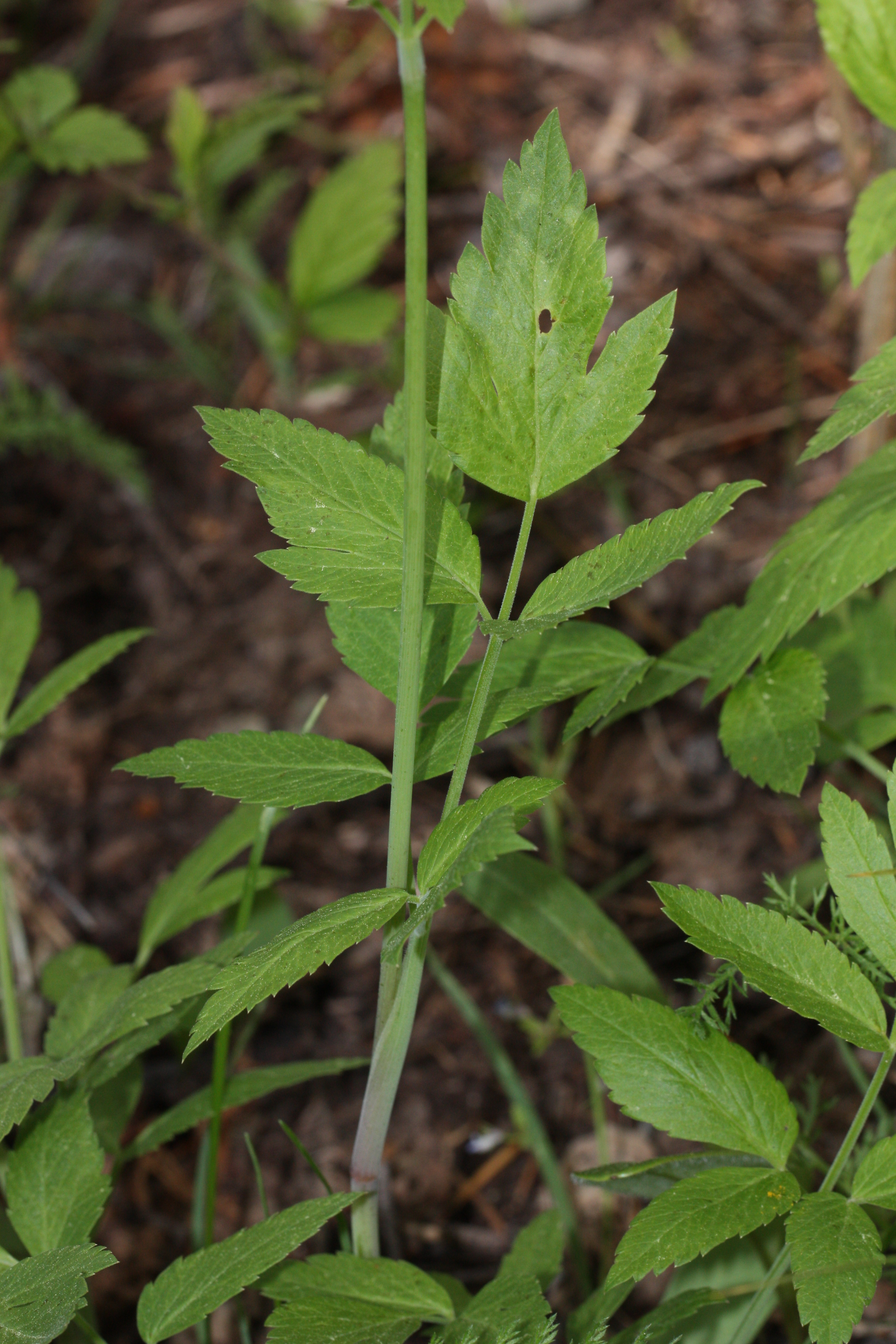
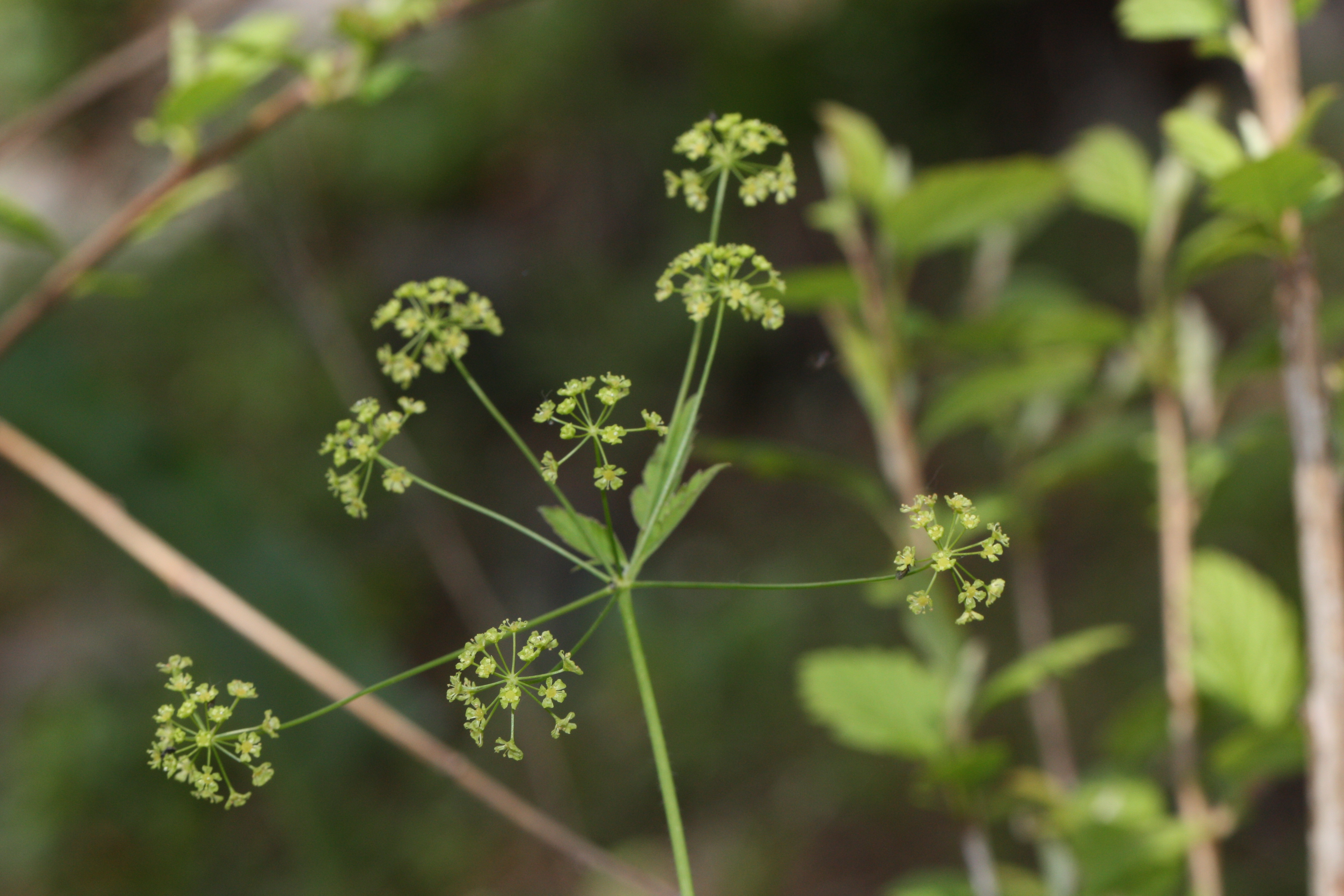
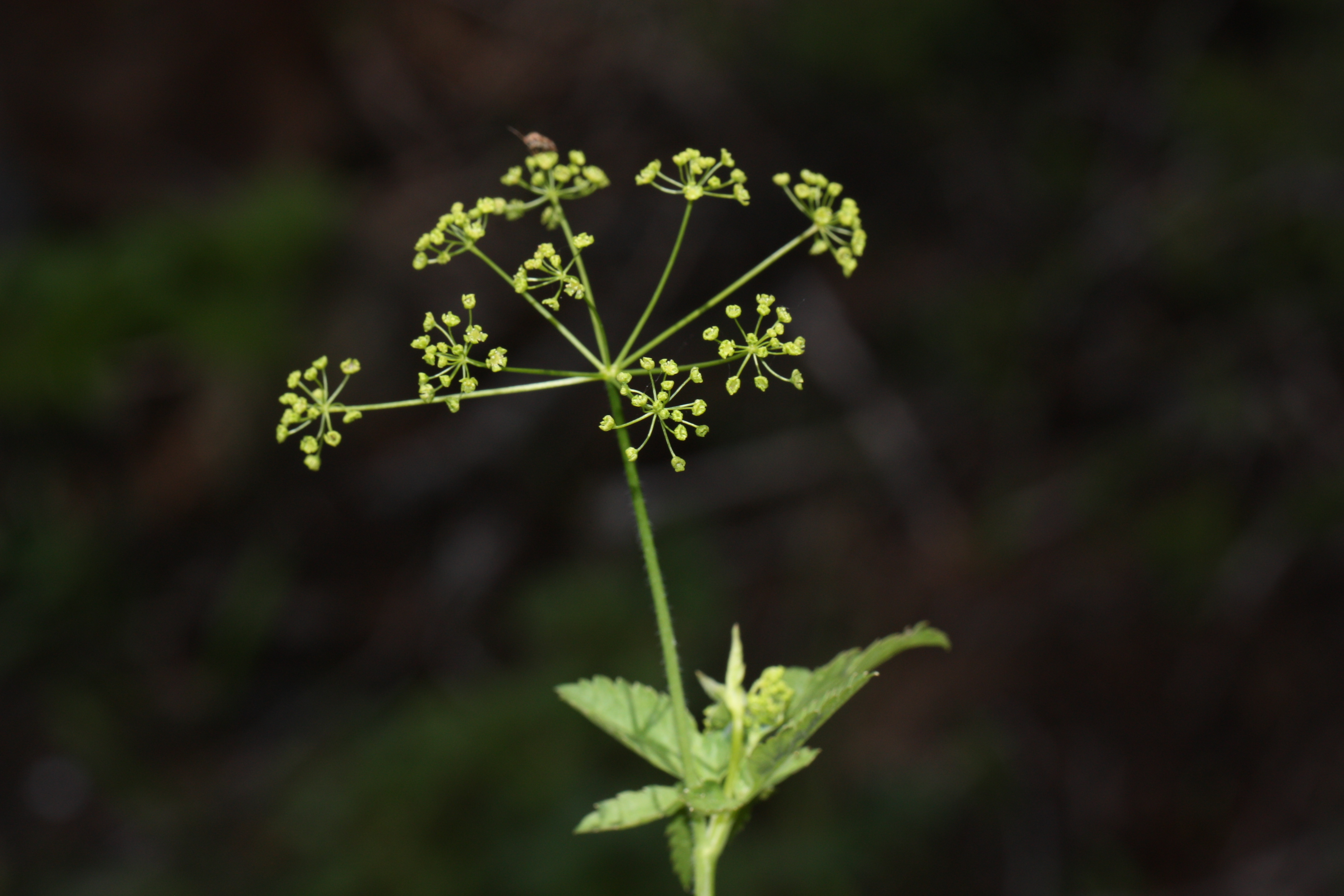